# Geología médica
La geología médica se define como la disciplina que trata la relación entre los factores geológicos naturales y la salud en el hombre y los animales, entendiendo la influencia de factores ambientales ordinarios en la distribución geográfica de tales problemas de la salud. La geología médica es por consiguiente un tema amplio y complicado que requiere contribuciones interdisciplinarias de diferentes campos científicos; en la medida que los problemas vayan siendo entendidos, estos se irán mitigando o resolviendo.

## Aplicaciones
La geología médica contribuye ampliamente al conocimiento científico ya que algunos de los temas que estudia son:
- Potencial medicinal y/o patógeno de los minerales y materiales terrestres.
- Caracterización geoquímica y epidemiológica de un territorio para conocer las concentraciones de los elementos y sus posibles relaciones con las enfermedades que presentan sus habitantes.
- Impacto de los procesos meteorológicos (inundaciones, huracanes, tormentas de polvo) en la movilidad y exposición de sustancias potencialmente peligrosas.
- Diagnóstico de los impactos de las actividades geológicas naturales, en el ambiente y la salud para organizar más adecuadamente el territorio; mejorar los planes de prevención, mitigación y remediación; minimizar las áreas y comunidades vulnerables y aprovechar de manera más adecuada los recursos.
- Identificación de los impactos de las actividades geológicas de origen humano, en el ambiente, la salud y la estructura social, para mejorar los procesos y hacerlas socio-ambientalmente sostenibles.
- Generación de herramientas para la elaboración de políticas públicas integrales y para apoyar la investigación de casos judiciales relacionados con delitos ambientales y afectaciones a la salud ecosistémica, originados por actividades geológicas de origen natural y antrópico.